# Meilenstein (Trebitz)

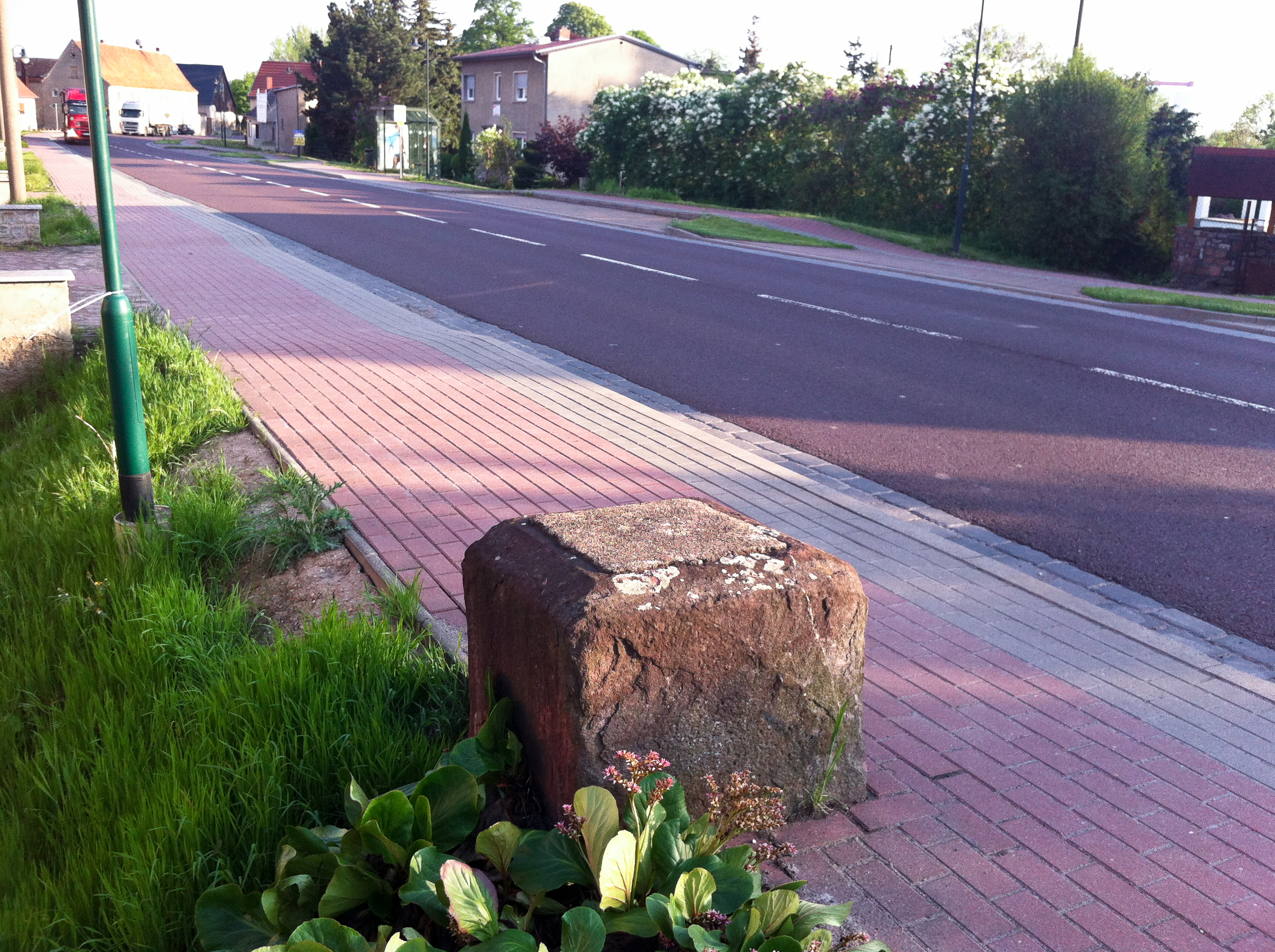
Preußischer Ganzmeilenstein-Rest in Trebitz

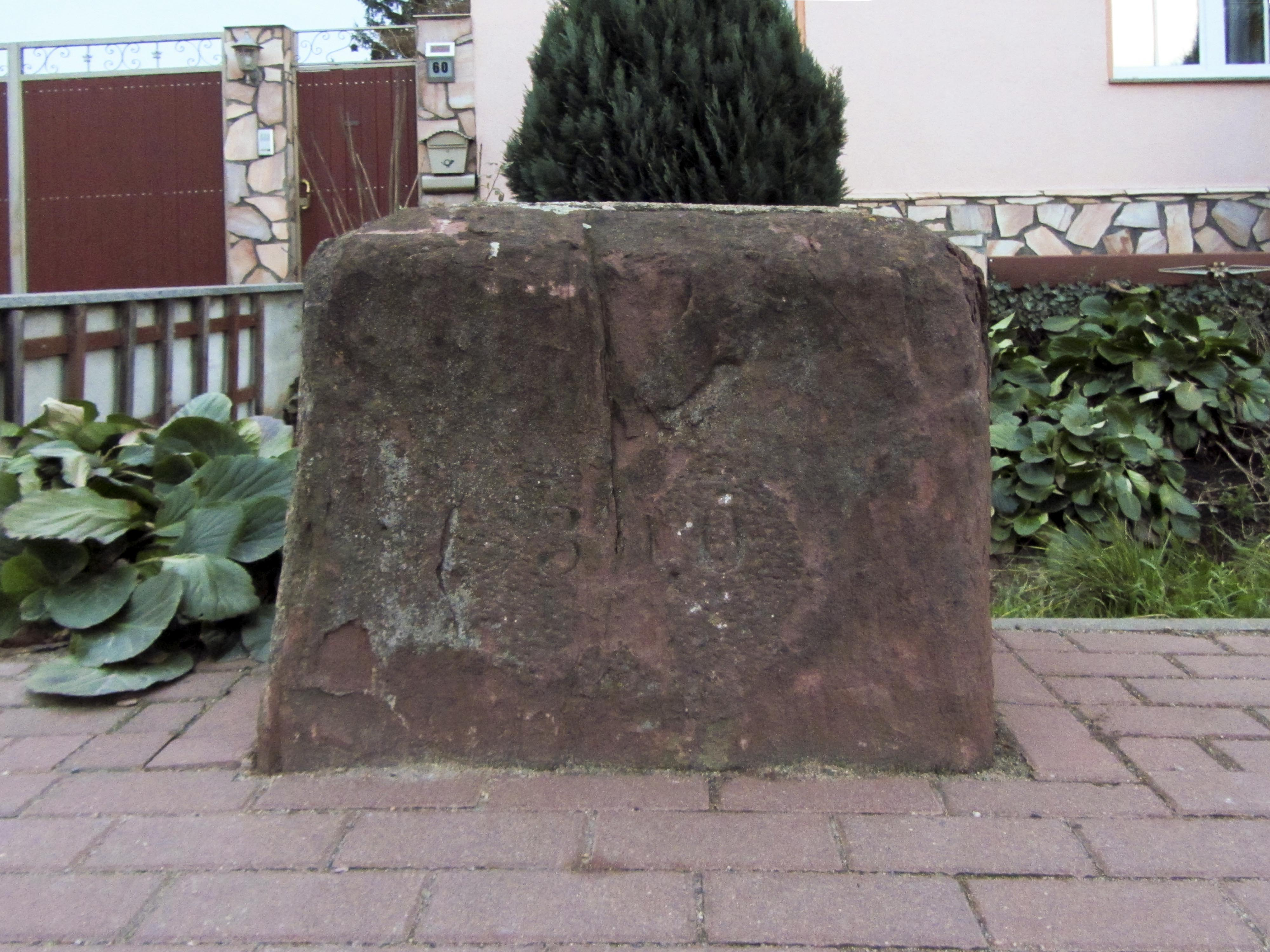
Erkennbare Inschrift 30,0

Der Meilenstein in Trebitz ist ein Kleindenkmal in der Stadt Könnern im Salzlandkreis in Sachsen-Anhalt.
Das Großbauprojekt einer Chaussee von Magdeburg über Halle (Saale) nach Großkugel an der sächsischen Grenze sollte nur das erste von zahlreichen solcher langen Steinchausseen sein, die Preußen im 19. Jahrhundert umsetzten würde. Sein Anfang liegt im Jahr 1786, Baubeginn war 1788 und der Abschnitt bis kurz vor Anhalt war im Jahr 1792 abgeschlossen, doch dann kam es zu Verzögerungen und auf der ganzen Länge von 11 Meilen konnte die Preußische Staatschaussee erst im Jahr 1801 eröffnet werden. Die Meilensteine südlich von Peißen sind daher jünger als die im Abschnitt Magdeburg–Neugattersleben.
Zu diesen jüngeren Meilensteinen zählt auch der Ganzmeilenstein in Trebitz, nördlich von Könnern. Leider ist dieses wertvolle Denkmal nur noch zum Teil erhalten, einst besaß er auf dem erhaltenen Stein einen Obelisken, wie man es in Grube Ferdinande, Nauendorf oder selbst bei dem älteren Meilenstein in Magdeburg noch begutachten kann. Erhalten sind nur noch Fuß und Sockel, der einstige Aufsatz des Obelisken wurde mit Beton ausgefüllt. Dieser einstige Obelisk stand sieben Meilen von Magdeburg entfernt und somit auch vier Meilen von Halle. Dieser zweiten Distanz entspricht auch die erhaltene Inschrift 30,0. Diese war früher auch aufgemalt (schwarz auf weiß).
Der Distanzstein steht unter Denkmalschutz und trägt im Denkmalverzeichnis die Erfassungsnummer 094 60839. Bei einer Straßensanierung im Jahr 2011 wurde der Stein mit dem Gehweg umpflastert, so dass der Sockel heute nicht mehr sichtbar ist, da er unter dem Pflaster verschwand.